# Kävsta
Kävsta är en bebyggelse i Indals socken i Sundsvalls kommun. Området avgränsades före 2015 till en småort och räknas därefter som en del av tätorten Indal.
Orten har fått ge namn åt Kävstabron över Indalsälven ett par kilometer bort.